# Bell Internet
Bell Internet, connu avant le 8 août 2008 comme Bell Sympatico ou simplement Sympatico, est une marque de service d'accès à Internet offerte par Bell Canada et ses filiales NorthernTel, Télébec et NorthwesTel. Il s'agit de la marque de service d'accès à Internet la plus populaire au Canada avec 1 800 000 abonnés en 2006. Bell Internet n'est pas une filiale de Bell Canada, mais bien une marque offerte par Bell Canada.

## Origine du nom
Le nom Sympatico a été choisi pour sa reconnaissance aisée en anglais et en français, les deux langues des abonnées du service Sympatico de Bell Canada (et aussi les deux langues officielles du Canada). Visuellement et phonétiquement, le mot ressemble au mot français sympathique et à son équivalent anglais sympathetic.

## Historique de la marque
Créée le 29 novembre 1995, c'était, à l'origine, une marque d'envergure nationale opérée par des fournisseurs locaux. Les fournisseurs autres que Bell et les filiales mentionnées précédemment ont depuis implanté leurs propres marques. Les filiales de Bell (NorthernTel, Télébec, NorthwesTel) vendent toujours leurs services Internet sous la marque Sympatico et leurs utilisateurs ont une adresse électronique se terminant en @ntl.sympatico.ca, @tlb.sympatico.ca et @sympatico.ca respectivement.

## Niveaux de service
Bell a des limites mensuelles de transfert de données pour l'ensemble de leurs services Internet. Les données ci-dessous sont valables pour le Québec et l'Ontario.

### DSL
| Service | La vitesse en aval  | La vitesse en amont | Limites de bande passante | Surcharge d'utilisation |
| ------- | ------------------- | ------------------- | ------------------------- | ----------------------- |
| Fibe 5  | Jusqu'à 5.0 Mbit/s  | Jusqu'à 1.0 Mbit/s  | QC: 15 Go ON: 20 Go       | 2,50 $/Go.              |
| Fibe 15 | Jusqu'à 15.0 Mbit/s | Jusqu'à 10.0 Mbit/s | QC: 75 Go ON: 60 Go       | 2,00 $/Go               |
| Fibe 25 | Jusqu'à 25.0 Mbit/s | Jusqu'à 10.0 Mbit/s | QC: 125 Go ON: 100 Go     | 1,50 $/Go               |
| Fibe 50 | Jusqu'à 50.0 Mbit/s | Jusqu'à 10.0 Mbit/s | QC: 250 Go ON: 175 Go     | 1,00 $/Go               |

- Tous les forfaits ont une surcharge maximum d'utilisation de 80 $

### FTTH (Fibre Jusqu'au domicile)
Bell a annoncé en février 2010 un plan triennal qui prévoit le déploiement de
la fibre optique jusqu'au domicile (FTTH) dans la région de Québec, y compris
à L'Ancienne-Lorette, Beauport, Charlesbourg, Lévis-Wolfe, Loretteville,
Saint-Cyrille, Sainte-Foy, Saint-Nicolas, Saint-Réal, la Rive Sud de Québec. La
FTTH offre aux consommateurs et aux clients d'affaires des débits Internet
allant jusqu'à 175 mégabits par seconde (Mbit/s) en aval et en amont.
Bell a également annoncé qu'elle déploierait la FTTH dans
tous les nouveaux développements résidentiels urbains et de banlieue du
Québec et de l'Ontario à compter de la deuxième moitié de 2010. Cela s'ajoute
au déploiement déjà en cours de la fibre optique jusqu'à l'immeuble (FTTB),
qui offrira un service à 60 Mbit/s à environ 1 600 immeubles en copropriété
ou à logements multiples du Québec et de l'Ontario d'ici la fin de 2012.
Présentement disponible dans la région de Québec et dans quelque secteur de la Grand Région de Montreal
| Service  | La vitesse en aval sur fibre | La vitesse en amont sur fibre | Limites de bande passante | Surcharge d'utilisation |
| -------- | ---------------------------- | ----------------------------- | ------------------------- | ----------------------- |
| Fibe 5   | 5.0 Mbit/s                   | 1.0 Mbit/s                    | QC: 15 Go ON: 20 Go       | 2,50 $/Go.              |
| Fibe 15  | 15.0 Mbit/s                  | 15.0 Mbit/s                   | QC: 75 Go ON: 60 Go       | 2,00 $/Go               |
| Fibe 25  | 25.0 Mbit/s                  | 25.0 Mbit/s                   | QC: 125 Go ON: 100 Go     | 1,50 $/Go               |
| Fibe 50  | 50.0 Mbit/s                  | 50.0 Mbit/s                   | QC: 250 Go ON: 175 Go     | 1,00 $/Go               |
| Fibe 175 | 175.0 Mbit/s                 | 175.0 Mbit/s                  | QC: 300 Go ON: 300 Go     | 1,00 $/Go               |

- Les vitesses sont garanties.
- Tous les forfaits ont une surcharge maximum d'utilisation de 80 $

### Option
- Bell propose un plan pour 5 $ par mois pour un bloc de 25 Go supplémentaires d'utilisation par mois, pour une limite de 5 bloc (125 Go + votre limite d'origine)
- Bell propose deux services de sécurité, un service de base inclus dans tous les forfaits Internet et la Sécurité Avancée incluant le Coffre-fort pour 10 $ par mois.

## Controverse

### Projet Cleanfeed
En novembre 2006, pour résoudre le problème de l'accès accidentel à des sites de pornographie infantile, en particulier des enfants mineurs, Bell, Bell Aliant, MTS Allstream, Rogers, Shaw, SaskTel, Telus et Vidéotron, en collaboration avec Cyberaide.ca (service a l'échelle nationale pour signaler l'exploitation sexuelle des enfants), a annoncé la création du Projet Cleanfeed Canada, une initiative visant à bloquer l'accès aux sites de pornographie infantile. Il est basé sur un programme similaire mis en place par British Telecom en 2004. Projet Cleanfeed Canada utilise une liste noire de sites cryptés de pornographie enfantine connue opérant en dehors du pays et ne vise que les sites qui offrent des images d'enfants prépubères.
Certains critiques ont dénoncé l'initiative, mais d'autres soutiennent qu'il s'agit d'une étape de la peine de prendre.

### Limitation de bande passante (Bandwidth throttling)
Les utilisateurs de bande passante que Bell Internet juge excessive ont été envoyés des lettres d'avertissement que l'état qu'ils sont en violation de leur contrat de service et de la politique d'utilisation acceptable. En conséquence, leur utilisation des programmes de peer to peer est géré le trafic aux heures de pointe. Certains ont contesté la légalité de cette mesure (y compris d'importantes entreprises telles que Google et Skype).
Le 7 avril 2008, Bell a commencé à effectuer une inspection approfondie des paquets avec l'aide de Arbor Networks. Bell limite tous les trafics BitTorrent à travers son réseau aux heures de pointe (de 16 h 30 à 2 h), indépendamment de l'utilisation de la bande passante réelle. Cela affecte également les revendeurs, qui ont déposé une plainte formelle au CRTC. Les critiques affirment que Bell étouffe la concurrence, viole la neutralité du net, et fait preuve de discrimination contre les utilisations légitimes du protocole BitTorrent.
Bell a abandonné le throttling en février 2012.